# Pokryszkiella cornuta
Pokryszkiella cornuta is een keversoort uit de familie zwartlijven (Tenebrionidae). De wetenschappelijke naam van de soort is voor het eerst geldig gepubliceerd in 1996 door D. Iwan.